# Wilder Pfaff
Der Wilde Pfaff ist mit 3456 m ü. A. einer der höchsten Berge in den Stubaier Alpen und liegt direkt auf der Grenze zwischen dem österreichischen Bundesland Tirol und der autonomen italienischen Provinz Südtirol.

## Lage
Der Grenzberg liegt direkt auf dem Alpenhauptkamm und ist vollständig von Gletschern umgeben. Südöstlich befindet sich die weite Gletscherfläche des Übeltalferner, der bereits vollständig auf italienischem Staatsgebiet liegt. Nordöstlich liegt der Gletscher Fernerstube. Auf der Nordwestseite erstreckt sich der weitläufige, spaltige Sulzenauferner. Der westliche Nachbar des Wilden Pfaffs ist das Zuckerhütl (3507 m), der höchste Berg der Stubaier Alpen - dazwischen liegt der Pfaffensattel. Der Ostgrat dagegen führt hinüber zur Senke Pfaffennieder und weiter zum Wilden Freiger. Der markante Südgrat führt über die Sonklarscharte hinauf zur Sonklarspitze.

## Routen
Der Wilde Pfaff wird meist im Rahmen einer Zuckerhütlbesteigung erstiegen und bietet einen beeindruckenden Blick auf seinen höheren Nachbarn. Vom Pfaffensattel (3340 m), der sich zwischen beiden Gipfeln befindet, ist der Wilde Pfaff in gut 20 Minuten unschwierig über seinen Westrücken zu erreichen (Normalweg, Gehgelände). Der Pfaffensattel kann von der Sulzenauhütte, der Dresdner Hütte oder der Hildesheimer Hütte über den Sulzenauferner erreicht werden (Spaltengefahr, Gletscherausrüstung und -erfahrung erforderlich). Ein alternativer, anspruchsvollerer Aufstieg führt von der Müllerhütte in wenig schwieriger, meist ausgesetzter Kletterei über seinen Ostgrat in einer Stunde zum Gipfelkreuz (Schwierigkeitsgrad II UIAA, am Gipfelgrat einige Versicherungen und Steighilfen). Der Zugang zum Gipfelgrat von Osten führt ebenfalls von der Hütte zunächst über Gletschergelände (Übeltalferner), daher auch hier Gletscherausrüstung erforderlich.
Im Winter kann der Berg per Skitour erreicht werden über den Sulzenauferner - neben den Aufstiegen von den Hütten besteht die Möglichkeit den Tour durch die Liftanlagen des Skigebiets Stubaier Gletscher zu verkürzen.

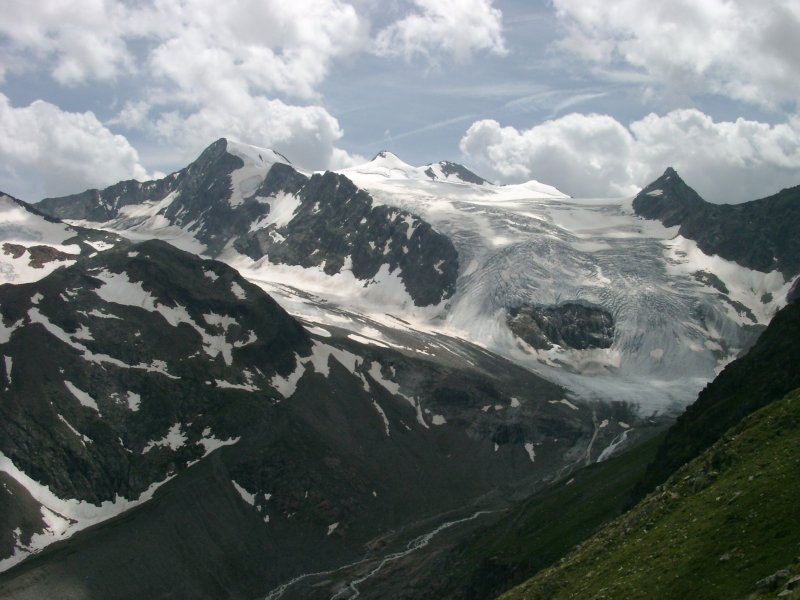
Wilder Pfaff (links), Zuckerhütl (Mitte), Aperer Pfaff (rechts) von Norden
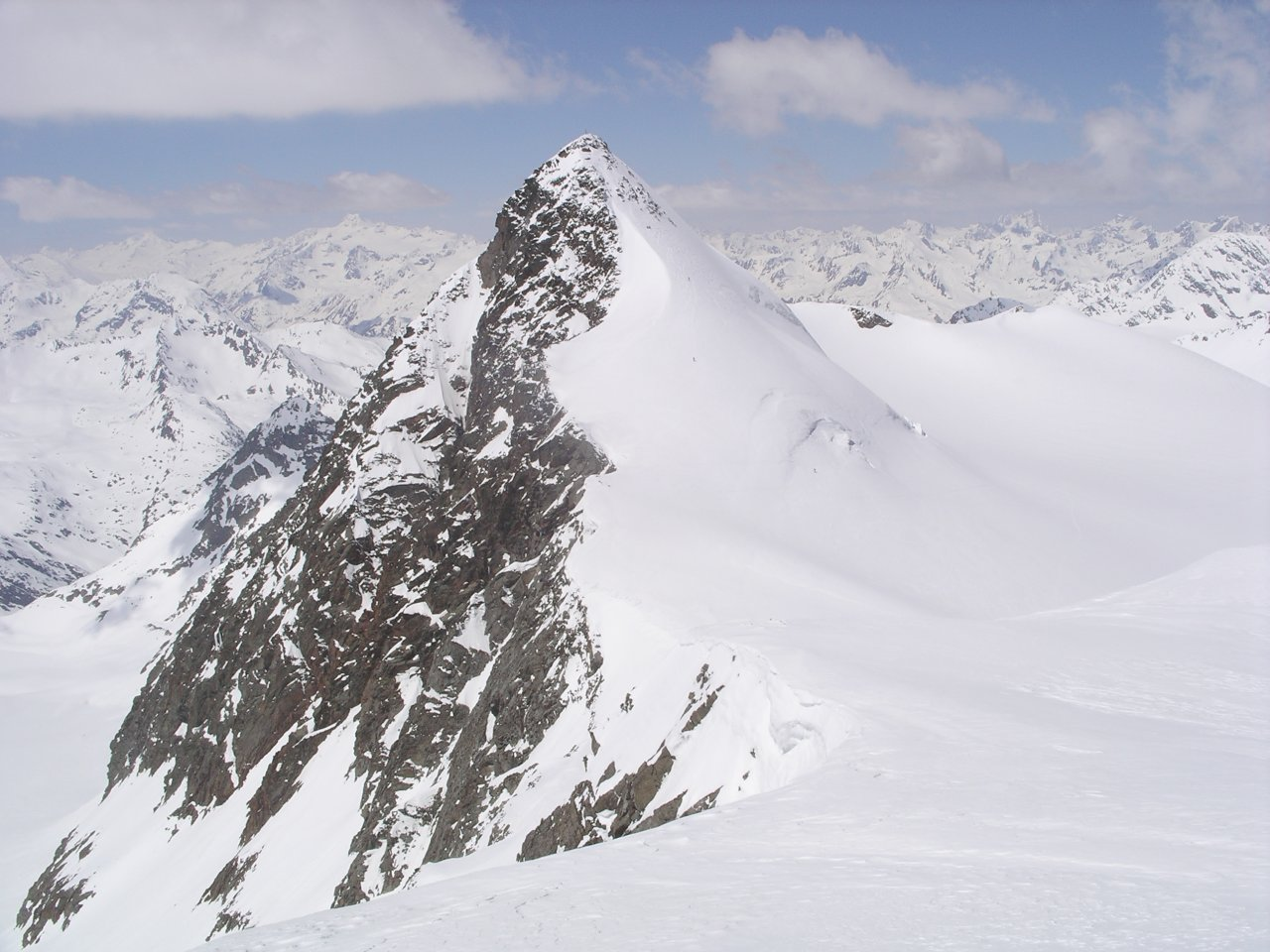
Blick vom Wilden Pfaff auf den Pfaffensattel (Sulzenauferner) und das Zuckerhütl
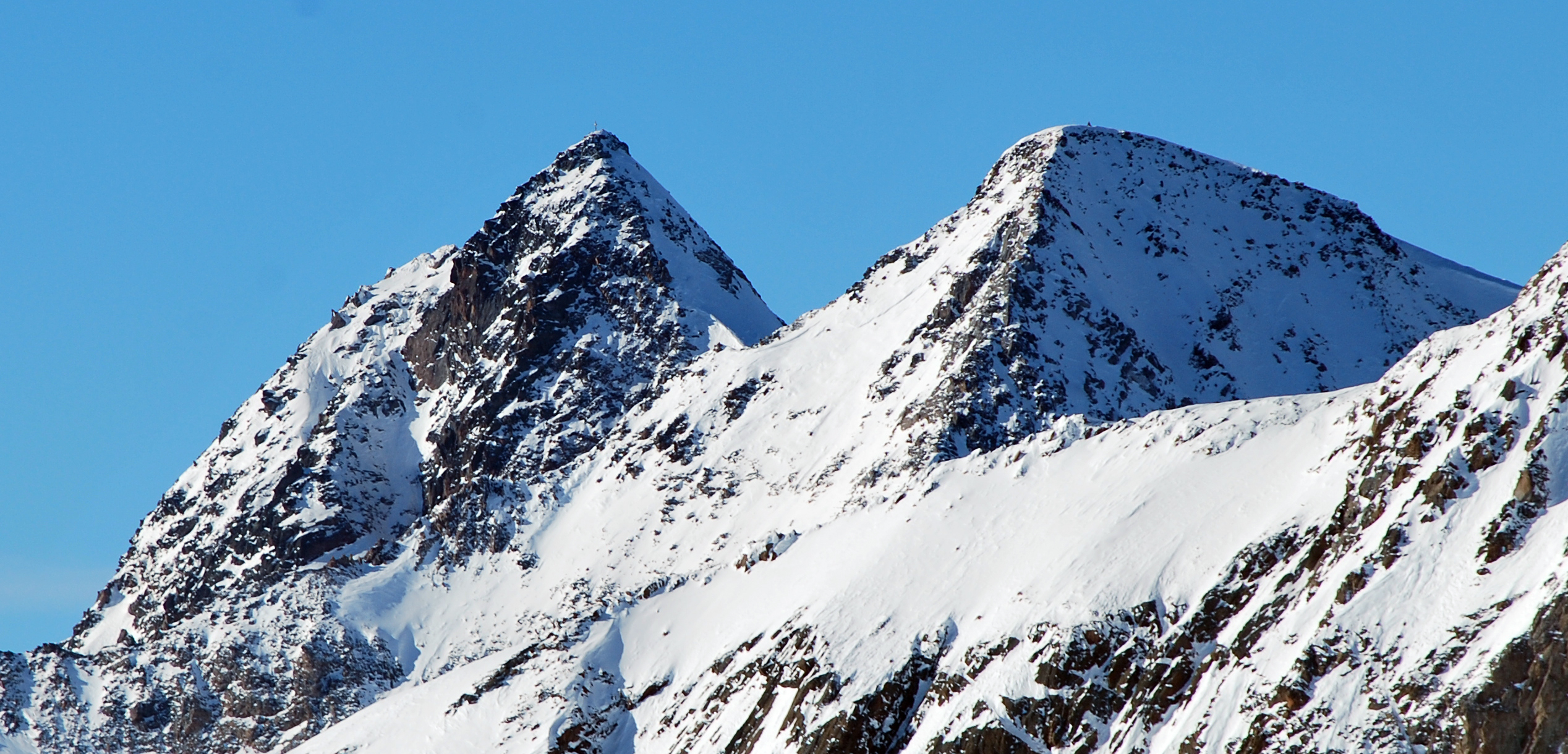
Zuckerhütl (links) und Wilder Pfaff von Osten (Agglsspitze)